# Magyarbánhegyes
Magyarbánhegyes là một thị trấn thuộc hạt Békés, Hungary. Thị trấn này có diện tích 36,56 km², dân số năm 2010 là 2437 người, mật độ 67 người/km².